# Hetereleotris georgegilli
Hetereleotris georgegilli is een  straalvinnige vissensoort uit de familie van grondels (Gobiidae). De wetenschappelijke naam van de soort is voor het eerst geldig gepubliceerd in 1998 door Gill.
De soort staat op de Rode Lijst van de IUCN als Gevoelig, beoordelingsjaar 2009.